# ماتس غوستافسون (لاعب كرة قدم)
ماتس غوستافسون (بالفنلندية: Mats Gustafsson)‏ هو لاعب كرة قدم فنلندي، ولد في 12 ديسمبر 1975 في بلدية سند ‏ في فنلندا. لعب مع إنتر توركو.

## وصلات خارجية
- ماتس غوستافسون على موقع ناشيونال فوتبول تيمز (الإنجليزية)